# دره اليمني (الرضمة)

تعديل مصدري - تعديل

دره اليمني محلة تابعة لقرية الكتبة، التابعة لعزلة بني قيس بمديرية الرضمة إحدى مديريات محافظة إب في الجمهورية اليمنية.، بلغ تعداد سكانها 124 حسب تعداد اليمن لعام 2004.